# Jogos Olímpicos de Inverno de 1964
Os Jogos Olímpicos de Inverno de 1964, oficialmente IX Jogos Olímpicos de Inverno, foram um evento multiesportivo realizados em Innsbruck, na Áustria. Contou com a participação de 1091 atletas, sendo 892 homens e 199 mulheres de 36 países. Competindo em 10 modalidades esportivas, os jogos foram disputados de 29 de janeiro a 9 de fevereiro.
Os Jogos ficaram marcados pelas mortes do esquiador alpino australiano Ross Milne, e do piloto de luge britânico Kazimierz Kay-Skrzypeski durante sessões de treinamento. Três anos antes, outra tragédia já abalara o mundo olímpico, quando o avião que levava a delegação dos Estados Unidos de patinação artística caiu em Bruxelas, na Bélgica, quando se encaminhava para a disputa do Campeonato Mundial em Praga.

## Modalidades disputadas
- Biatlo
- Bobsleigh
- Combinado nórdico
- Esqui alpino
- Esqui cross-country
- Luge
- Salto de esqui
- Hóquei no gelo
- Patinação artística
- Patinação de velocidade

Esporte de demonstração
- Icestock

## Sedes
- Bergiselschanze – saltos de esqui
- Pista Igls de Bobsleigh, Luge e Skeleton
- Olympia Eisstadion – hóquei no gelo e patinação artística
- Seefeld – esqui cross-country e biatlo

## Países participantes
Um total de 36 nações enviaram representantes para os Jogos. Coreia do Norte, Índia e Mongólia participaram dos Jogos Olímpicos de Inverno pela primeira vez. Atletas da Alemanha Oriental e da Alemanha Ocidental competiram pela última vez formando uma única delegação, conhecida como Equipe Alemã Unida.
Na lista abaixo, o número entre parênteses indica o número de atletas por cada nação nos Jogos:
- ARG Argentina (12)
- AUS Austrália (6)
- AUT Áustria (83)
- BEL Bélgica (8)
- BUL Bulgária (7)
- CAN Canadá (55)
- TCH Checoslováquia (46)
- CHI Chile (5)
- PRK Coreia do Norte (13)
- KOR Coreia do Sul (7)
- DEN Dinamarca (2)
- EUA Equipe Alemã Unida (96)
- ESP Espanha (6)
- USA Estados Unidos (89)
- FIN Finlândia (52)
- FRA França (24)
- GBR Grã-Bretanha (36)
- GRE Grécia (3)
- HUN Hungria (28)
- IND Índia (1)
- IRI Irã (4)
- ISL Islândia (5)
- ITA Itália (61)
- YUG Iugoslávia (31)
- JPN Japão (47)
- LIB Líbano (4)
- LIE Liechtenstein (6)
- MGL Mongólia (13)
- NOR Noruega (58)
- NED Países Baixos (6)
- POL Polônia (51)
- ROU Romênia (27)
- SWE Suécia (57)
- SUI Suíça (72)
- TUR Turquia (5)
- URS União Soviética (69)

## Quadro de medalhas
| Ordem | País                | Medalha de ouro | Medalha de prata | Medalha de bronze |    |
| ----- | ------------------- | --------------- | ---------------- | ----------------- | -- |
| 1     | URS União Soviética | 11              | 8                | 6                 | 25 |
| 2     | AUT Áustria         | 4               | 5                | 3                 | 12 |
| 3     | NOR Noruega         | 3               | 6                | 6                 | 15 |
| 4     | FIN Finlândia       | 3               | 4                | 3                 | 10 |
| 5     | FRA França          | 3               | 4                |                   | 7  |

Fonte: Comitê Olímpico Internacional (Quadro de medalhas - Innsbruck 1964)